# Kerstin Lundberg-Stenman
Kerstin Ingeborg Lundberg-Stenman, född 27 mars 1926 i Valdemarsvik, död 5 januari 2007 i Stora Köpinge församling i Ystads kommun, var en svensk målare och konsthantverkare. 

## Biografi
Hon var dotter till direktören Sven Lundberg och Birgit Olson och 1949–1965 gift med Martin Stenman. Hon studerade vid Anders Beckmans reklamskola 1946–1948 och under studieresor till Schweiz, England, Frankrike och Grekland samt som gästelev vid Konsthögskolan i Aten 1954. Tillsammans med sin man ställde hon ut i Kalmar och på Norrköpings konstmuseum. Hon medverkade i samlingsutställningar med Östgöta konstförening och i samlingsutställningar i Tyskland, Schweiz, Frankrike och USA. Hon var en av initiativtagarna till bildandet av den kvinnliga konstnärsgruppen Octaviagruppen. Hon tilldelades Ystads kommuns kulturpris 1988. Bland hennes offentliga arbeten märks väggmosaiker i Apoteket Kronan i Valdemarsvik, Linköpings Sparbank och på Östra Flickskolan i Norrköping. Hennes konst består av stilleben, porträtt, ornamentala figurer i olja, vaxkrita eller akvarell samt tennsmycken med infattade stenar av glas, kristall och halvädelstenar. Lundberg-Stenman är representerad vid Norrköpings konstmuseum, Linköpings museum, Kalmar läns museum, Ystads konstmuseum, Stockholms kulturnämnd, samt i ett flertal kommunala samlingar.